# Maurice Roy
Maurice Roy (25 de enero de 1905 - 24 de octubre de 1985) fue un cardenal canadiense de la Iglesia católica. Se desempeñó como arzobispo de Quebec desde 1947 hasta 1981. En el año 1965, Pablo VI lo nombró cardenal.

## Biografía
Nació en Quebec. Su padre era un juez decano de la facultad de derecho de la Universidad de Laval, y un amigo de Maurice Duplessis. Su madre era descendiente del poeta Napoléon Legendre. Roy fue ordenado sacerdote el 12 de junio de 1927 por el obispo Joseph Brunault después de asistir al Seminario de Quebec desde 1915 a 1923. Obtuvo su licenciatura en teología en la Universidad Laval y luego estudió en la Universidad Pontificia de Santo Tomás de Aquino en Roma, recibiendo un doctorado en filosofía en 1929. Desde 1929 hasta 1930, asistió a la Universidad de París y al Instituto Católico de París en Francia. Roy enseñó teología dogmática y sacramentaria en el Seminario Mayor de Quebec hasta 1939. Trabajó como capellán de la Universidad de Laval (1935-1937) y para el ejército canadiense durante la Segunda Guerra Mundial. Sirvió como capellán en Gran Bretaña, Italia, Francia, Bélgica, Holanda y Alemania, desde 1939 hasta 1943, y alcanzó el grado de Coronel. Fue galardonado con la Orden del Imperio Británico por su "conducta extremadamente valiente" como capellán en la guerra.

## Obispo
El 22 de febrero de 1946, fue nombrado Obispo de Trois Rivières por el papa Pío XII. Roy recibió su consagración episcopal el 1 de mayo siguiente. El cardenal Jean-Marie-Rodrigue Villeneuve, junto con los Obispos Albini Lafortune y Arthur Douville sirvieron como co-consagradores en la Basílica de Notre-Dame de Quebec. El lema episcopal de Roy era In nomine Jesu.

## Arzobispo y cardenal
Pío XII nombró a Roy Arzobispo de Quebec en 1947.
Roy condenó el supuesto milagro de Saint-Sylvestre Quebec en 1949, y prohibió al padre Georges-Henri Lévesque de estar sentado en el Parlamento de Canadá en 1955, temiendo que un cura con una posición así traería vergüenza para la Iglesia.
El 22 de febrero de 1965, Roy fue nombrado cardenal por el papa Pablo VI en el consistorio y participó en el Concilio Vaticano II. En 1971 Roy fue nombrado compañero de la Orden de Canadá y el 16 de diciembre de 1976 renunció a sus tres puestos curiales. Fue uno de los cardenales electores del cónclave de agosto de 1978 y del cónclave de octubre de 1978, y le presentó su renuncia al papa Juan Pablo II al cargo de arzobispo de Quebec el 20 de marzo de 1981.
Falleció mientras dormía en un hospital de Quebec, a los 80 años. Se encuentra enterrado en la cripta de la catedral de Notre-Dame de Quebec. Así, su bautismo, confirmación, ordenación sacerdotal, consagración episcopal, toma de posesión como arzobispo de Quebec, y entierro, todo tuvo lugar en la catedral de Notre-Dame.